# Cheshmeh Mīrān
Cheshmeh Mīrān (persiska: چشمه میران) är en ort i Iran.   Den ligger i provinsen Kermanshah, i den nordvästra delen av landet, 500 km väster om huvudstaden Teheran. Cheshmeh Mīrān ligger 1 564 meter över havet och antalet invånare är 195.
Terrängen runt Cheshmeh Mīrān är kuperad åt sydväst, men åt nordost är den bergig. Runt Cheshmeh Mīrān är det ganska glesbefolkat, med 34 invånare per kvadratkilometer. Närmaste större samhälle är Javānrūd, 4,3 km söder om Cheshmeh Mīrān. Trakten runt Cheshmeh Mīrān består till största delen av jordbruksmark.